# Abu-Muslim Amajew
Abu-Muslim Aptijewicz Amajew (ros. Абу-Муслим Аптиевич Амаев; ur. 11 grudnia 1999) – rosyjski, a od 2023 roku bułgarski zapaśnik startujący w stylu klasycznym. Zajął piąte miejsce na mistrzostwach świata w 2024 roku.
Srebrny medalista mistrzostw Europy w 2025 i brązowy w 2023 i 2024. Mistrz świata juniorów w 2019 i drugi na ME w 2018. Drugi na MŚ kadetów w 2015. Trzeci na mistrzostwach Rosji w 2021 roku.